# Lil Yachty
Lil Yachty, właśc. Miles Parks McCollum (ur. 23 sierpnia 1997 w Mableton) – amerykański raper, piosenkarz, autor tekstów, aktor i model. 
Po raz pierwszy zyskał uznanie w sierpniu 2015 roku dzięki swoim singlom „One Night” i „Minnesota” z debiutanckiej EPki Summer Songs. Wydał swój debiutancki mixtape Lil Boat w marcu 2016 r. 10 czerwca 2016 r. Yachty ogłosił, że podpisał umowę z wytwórnią Quality Control Music, Capitol Records i Motown Records. Jego mixtape'y Lil Boat i Summer Songs 2 ukazały się w 2016 roku, a jego debiutancki album studyjny Teenage Emotions w 2017 roku. Jego drugi album studyjny, Lil Boat 2, ukazał się 9 marca 2018 roku. Jego trzeci album studyjny, Nuthin '2 Prove, został wydany 19 października 2018 roku. Jego czwarty album studyjny, Lil Boat 3, został wydany 29 maja 2020 roku.

## Wczesne życie
McCollum urodził się w Mableton w stanie Georgia. W 2015 roku przyjął pseudonim sceniczny „Yachty” i przeniósł się z rodzinnej Atlanty do Nowego Jorku, aby rozpocząć karierę. Pracował w McDonald's.

## Kariera

### 2015–2017: „One Night”, Lil Boat i Teenage Emotions
Yachty po raz pierwszy zyskał rozgłos w grudniu 2015 r., kiedy jego piosenka „One Night” została wykorzystana w virallowym wideo komediowym.
W lutym 2016 r. Yachty zadebiutował jako model w linii mody 3 sezonu marki Yeezy rapera Kanye Westa w Madison Square Garden. Debiutancki mixtape Yachty'ego o tytule Lil Boat został wydany w marcu 2016 roku.
W kwietniu 2016 roku Yachty współpracował z raperem DRAM przy przebojowej piosence „Broccoli”, która osiągnęła 5 miejsce na liście Billboard Hot 100. Wystąpił w składance Chance the Rappera o nazwie Coloring Book, wydanej w maju 2016 roku. W dniu 10 czerwca 2016 roku ogłosił, że podpisał umowę z wytwórnią Quality Control Music, Capitol Records i Motown Records. Yachty wydał swój drugi mixtape Summer Songs 2 w lipcu 2016 roku.
W grudniu 2016 roku pojawił się w hip-hopowym singlu „iSpy” od Kyle'a. Wystąpił w singlu Tee Grizzleya „From the D to the A”, wydanym w marcu 2017 roku.

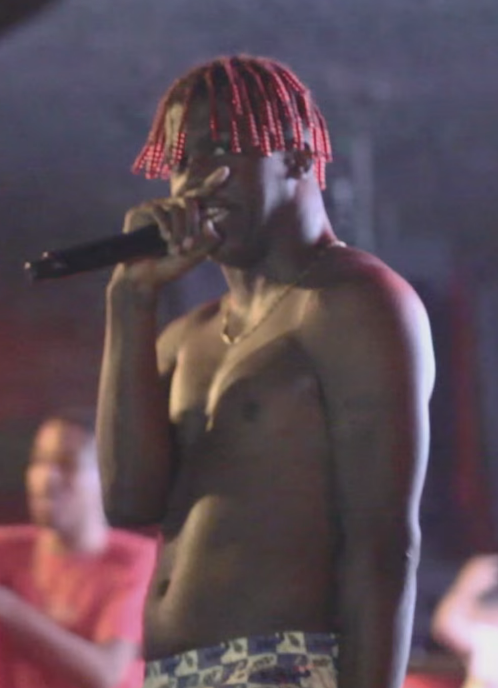
Lil Yachty w maju 2016

26 maja 2017 Lil Yachty wydał swój debiutancki album studyjny Teenage Emotions. Występują na nim gościnnie Migos, Diplo, Evander Griiim, Grace, Stefflon Don i YG. Wystąpił w remiksie „With My Team” autorstwa Creek Boyz, wydanym 15 grudnia 2017 r.

#### 2018 – obecnie: Lil Boat 2, A-Team i Lil Boat 3
Lil Yachty ogłosił 20 lutego 2018 roku, że jego album Lil Boat 2 zostanie wydany 9 marca 2018 roku. Wcześniej potwierdzono, że Lil Yachty i Takeoff współpracują przy albumie, który jeszcze nie został wydany.
Wystąpił na singlu Ocean Park Standoff „If You Were Mine”, wydanym 27 kwietnia 2018 r. Dołączył do FaZe Clan w grudniu 2018 roku jako „FaZe Boat”.
28 lutego 2020 Lil Yachty wydał wspólny projekt o nazwie A-Team z raperami Lil Keedem i Lil Gotitem, a także producentem Zaytovenem. Album zawierał 10 utworów i był poprzedzony singlami „Accomplishments”, „A-Team (You Ain't Safe)”, „Drip Jacker” i „Hightop Shoes”. Następnie, 9 marca 2020 roku, Lil Yachty wydał główny singel z Lil Boat 3, zatytułowany „Oprah's Bank Account” z gościnnymi udziałami Drake'a i DaBaby. Lil Boat 3 został wydany 29 maja 2020 roku. 19 października 2020 roku Lil Yachty ogłosił zamiar wydania mixtape'u zatytułowanego Michigan Boy Boat przed końcem 2020 roku. Jednak zamiast tego wydał wersję deluxe Lil Boat, zatytułowaną Lil Boat 3.5. Później wydał singel „Hit Bout It” z udziałem Kodaka Black. Lil Yachty pracuje również nad filmem akcji opartym na grze karcianej Uno. Yachty znalazł się na albumie muzycznym z okazji 25-lecia Pokémon. 11 października 2022 r. wydał przebojowy singel  „Poland”, który szybko stał się popularnym memem i spopularyzował Polskę na cały świat. Utwór zremiksowali polscy raperzy tacy jak Ozzy Baby czy Bedoes i White 2115. Piosenka uplasowała się na 40 pozycji Billboard Hot 100 oraz na 18 na liście Hot R&B/Hip-Hop Songs. 12 października 2022 r. CEO Quality Control Music Pierre Thomas podzielił się w sieci rozmową tekstową z premierem Polski Mateuszem Morawieckim. Z rozmowy wynika, że Morawiecki zaprasza Lil Yachty'ego do Polski.
W grudniu 2022 roku do sieci wyciekł piąty album studyjny rapera, który wówczas nosił tytuł Sonic Ranch. Album był odejściem od charakterystycznego trapowego brzmienia Yachty'ego i zamiast tego był pod silnym wpływem psychodelicznego rocka. 27 stycznia 2023 roku ukazał się album zatytułowany Let's Start Here, który spotkał się z uznaniem krytyków. Krążek zadebiutował na 9 miejscu na liście Billboard 200.

## Styl muzyczny
Lil Yachty nazwał swój styl „bubblegum trap”. Jego piosenki zawierają samplowane dźwięki z Mario Bros, motywy z Rugrats, dźwięk startowy konsoli GameCube. Inne tematy w jego piosenkach to chmury, wata cukrowa, Super Nintendo i sceny z filmów Pixara. Jego przyjaciel TheGoodPerry jest mocno zaangażowany w produkcję jego piosenek. Styl Yachty'ego został również opisany jako mumble rap.
Rolling Stone opisało jego muzykę jako „chwytliwe, celowo brzydko brzmiące melodie, wypełnione niecodziennymi przechwałkami, dostarczane w dumnie amatorskim śpiewie”. The Guardian nazwał jego muzykę „zabawnym, haczykowym popowym rapem.”
Yachty dorastał słuchając kanadyjskiego rapera Drake'a.

## Życie osobiste
Yachty uczęszczał na Alabama State University, ale zrezygnował z powodu kariery muzycznej.
W wywiadzie dla CNN w 2016 r. Yachty wyraził poparcie dla Berniego Sandersa w wyborach prezydenckich w 2016 r. I pochwalił go za jego pracę podczas ruchu na rzecz praw obywatelskich.
Yachty wystąpił gościnnie w reklamie Sprite z LeBronem Jamesem, gdzie jest widziany w lodowej jaskini gdzie gra na pianinie. Lil Yachty został wybrany na twarz nowej kolekcji Nautica i Urban Outfitters. Yachty pojawił się także w teledysku „It Takes Two” z Carly Rae Jepsen dla sieci sklepów Target.
W 2018 roku Yachty współpracował z Donnym Osmondem nad stworzeniem piosenki przewodniej dla Chef Boyardee zatytułowanej „Start the Par-dee”.

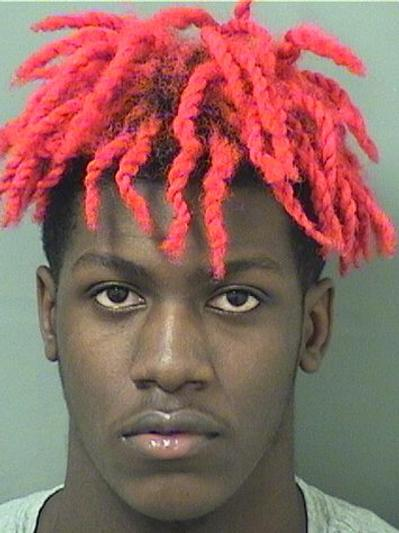
Lil Yachty podczas aresztowania

## Problemy prawne
1 września 2015 r. Yachty i jeszcze jeden mężczyzna zostali aresztowani w centrum handlowym w Palm Beach Gardens na Florydzie za oszustwa związane z kartami kredytowymi. Yachty został zwolniony po wpłaceniu kaucji w wysokości 11 000 dolarów. Informacja ta nie została jednak potwierdzona.

## Filmografia
| Rok  | Film                         | Rola             | Informacje       |
| ---- | ---------------------------- | ---------------- | ---------------- |
| 2018 | Młodzi Tytani: Akcja! Film   | Zielona Latarnia | Rola głosowa     |
| 2018 | Life-Size 2: A Christmas Eve | Beatboxer        | [ 47 ]           |
| 2019 | Niedobrani                   | On sam           |                  |
| 2019 | How High 2                   | Roger Silas      | Film telewizyjny |

## Dyskografia

### Albumy studyjne
| Tytuł            | Informacje | Pozycje na listach | Pozycje na listach | Pozycje na listach | Pozycje na listach | Pozycje na listach | Pozycje na listach | Pozycje na listach | Pozycje na listach |
| Tytuł            | Informacje | USA                | USA R&B/ HH        | USA Rap            | AUS                | CAN                | FRA                | NZ                 | UK                 |
| ---------------- | --- | ------------------ | ------------------ | ------------------ | ------------------ | ------------------ | ------------------ | ------------------ | ------------------ |
| Teenage Emotions | - Wydany: 26 maja 2017 - Wytwórnia: Quality Control, Capitol, Motown - Format: CD, LP, streaming, digital download, kaseta | 5                  | 4                  | 3                  | 62                 | 17                 | 171                | 37                 | 70                 |
| Lil Boat 2       | - Wydany: 9 marca 2018 - Wytwórnia: Quality Control, Capitol, Motown - Format: Streaming, digital download                 | 2                  | 2                  | 2                  | 36                 | 7                  | 79                 | 23                 | 44                 |
| Nuthin' 2 Prove  | - Wydany: 19 października 2018 - Wytwórnia: Quality Control, Capitol, Motown - Format: CD, LP, streaming, digital download | 12                 | 9                  | 8                  | 62                 | 17                 | —                  | —                  | 81                 |
| Lil Boat 3       | - Wydany: 29 maja 2020 - Wytwórnia: Quality Control, Capitol, Motown - Format: CD, LP, streaming, digital download         | 14                 | 11                 | 10                 | —                  | 21                 | 165                | —                  | —                  |
| Let's Start Here | - Wydany: 27 stycznia 2023 - Wytwórnia: Quality Control, Capitol, Motown - Format: LP, streaming, digital download         | 9                  | —                  | —                  | 37                 | 10                 | 109                | 11                 | 32                 |

### Albumy deluxe
| Tytuł        | Informacje | Informacje |
| ------------ | --- | ---------- |
| Lil Boat 3.5 | - Wydany: 6 listopada 2020 - Wytwórnia: Quality Control, Capitol, Motown - Format: Streaming, digital download |            |

### Mixtape'y
| Tytuł                                                   | Informacje                                                                                              | Pozycje na listach | Pozycje na listach | Pozycje na listach |
| Tytuł                                                   | Informacje                                                                                              | USA                | USA R&B/ HH        | USA Heat.          |
| ------------------------------------------------------- | --- | ------------------ | ------------------ | ------------------ |
| Lil Boat                                                | - Wydany: 9 marca 2016 - Wytwórnia: Quality Control, Capitol, Motown - Format: CD, LP, digital download | 106                | —                  | 12                 |
| Summer Songs 2                                          | - Wydany: 20 lipca 2016 - Wytwórnia: Quality Control, Capitol, Motown - Format: Digital download        | 197                | 44                 | 23                 |
| "—" znaczy, że mixtape nie był notowany na danej liście | |                    |                    |                    |

### Kolaboracyjne mixtape'y
| Tytuł                                     | Informacje                                                                                      | Informacje |
| ----------------------------------------- | ----------------------------------------------------------------------------------------------- | ---------- |
| A-Team (z Zaytoven, Lil Keed i Lil Gotit) | - Wydany: 28 lutego 2020 - Wytwórnia: Familliar Territory - Format: Digital download, streaming |            |

### EP
| Tytuł                                                      | Informacje                                                                            |
| ---------------------------------------------------------- | ------------------------------------------------------------------------------------- |
| Summer Songs                                               | - Wydany: 22 sierpnia 2015 - Wytwórnia: niezależne wydanie - Format: Digital download |
| Hey Honey, Let's Spend Wintertime On a Boat (z Wintertime) | - Wydany: 25 grudnia 2015 - Wytwórnia: wydanie niezależne - Format: Digital download  |
| Big Boat (BIGBANG Tributes) (z 88rising)                   | - Wydany: 2 sierpnia 2016 - Wytwórnia: wydanie niezależne - Format: Digital download  |
| Lil Boat's Birthday Mix                                    | - Wydany: 23 sierpnia 2016 - Wytwórnia: wydanie niezależne - Format: Digital download |
| The Lost Files (z Digital Nas)                             | - Wydany: 30 sierpnia 2016 - Wytwórnia: wydanie niezależne - Format: Digital download |
| Birthday Mix 2.0                                           | - Wydany: 23 sierpnia 2017 - Wytwórnia: wydanie niezależne - Format: Digital download |
| Birthday Mix 3                                             | - Wydany: 23 sierpnia 2018 - Wytówrnia: wydanie niezależne - Format: Digital download |
| The Lost Files 2 (z Digital Nas)                           | - Wydany: 12 sierpnia 2019 - Wytwórnia: wydanie niezależne - Format: Digital download |
| Birthday Mix 4                                             | - Wydany: 23 sierpnia 2019 - Wytwórnia: wydanie niezależne - Format: Digital download |
| Birthday Mix 5                                             | - Wydany: 23 sierpnia 2020 - Wytwórnia: wydanie niezależne - Format: Digital download |